# Adolf Wahrmund
Adolf Wahrmund (* 10. Juni 1827 in Wiesbaden, Herzogtum Nassau; † 15. Mai 1913 in Wien) war ein deutscher Orientalist und Schriftsteller.

## Leben
Adolf Wahrmund stammte aus sehr einfachen Verhältnissen. Durch großzügige Stipendien gefördert, konnte er das Gymnasium in Wiesbaden besuchen und studieren. In Göttingen belegte er Philosophie und evangelische Theologie. Später wechselte er an die Universität Wien und studierte Klassische und Orientalische Philologie.
Seinen Lebensunterhalt finanzierte Wahrmund in dieser Zeit als Hauslehrer. In den Jahren von 1853 bis 1861 war er als Collaborator an der Hofbibliothek in Wien tätig. Im darauffolgenden Jahr berief man ihn als Dozent für orientalische Sprachen (Arabisch, Persisch, Türkisch) an die Universität Wien. Er war dort der älteste Dozent, wurde aber nie Professor.
Ab 1870 wirkte Wahrmund parallel dazu auch als Dozent an der k.k. Orientalischen Akademie. Zwischen 1885 und 1897 wurde ihm die Leitung der Akademie anvertraut. Außerdem wurde er dort zum ordentlichen Professor ernannt. Nach eigenen Aussagen schrieb Wahrmund „... zur Erholung ...“ auch Schauspiele (Kampf um Wien) und Lyrik (Fabeln, Parabeln und Zeitgedichte).
Zu seinen Schülern gehörten Eduard Glaser, Jan Rypka und Friedrich Kraelitz. Er war Träger des Mecidiye-Ordens und des Sonnen- und Löwenordens.
Am 15. Mai 1913 starb Adolf Wahrmund im Alter von 85 Jahren in Wien.

## Familie
Der Jurist Ludwig Wahrmund war sein Sohn.

## Antisemitismus in Wahrmunds Werken
In seinem 1882 erschienenen Werk Babylonierthum, Judenthum und Christenthum äußerte Wahrmund rassistisches Gedankengut. Darauf aufbauend diskreditierte er seine wissenschaftliche Reputation durch seine 1887 erschienene antisemitische, politische und pseudowissenschaftliche Publikation Das Gesetz des Nomadentums und die heutige Judenherrschaft. In diesem Buch unterstellt er den semitischen Völkern (z. B. Arabern, Juden), dass sie nicht imstande seien, ein Gemeinwesen zu gründen sowie kulturelle und technische Leistungen zu vollbringen, und deswegen parasitär von anderen nichtsemitischen Völkern leben müssten. Er sprach sich für die Ausgrenzung der Juden aus Gesellschaft und Wirtschaft sowie deren Vertreibung aus.
Gerade dadurch, dass seine Hetzschrift 1919 ein zweites Mal erschien, wurde er zu einem der sichtbarsten Vertreter der vielen anerkannten Hochschulprofessoren des 19. und 20. Jahrhunderts, die oftmals wider besseres Wissen ihrer Zeit zu den maßgeblichen geistigen Wegbereitern des pseudowissenschaftlich begründeten Antisemitismus und Antiziganismus einerseits und des Überlegenheitsanspruchs des abendländischen Kulturkreises andererseits, wurden.
Wahrmund arbeitete auch für die antisemitische Zeitschrift Der Hammer. In den von Hans von Wolzogen herausgegebenen Bayreuther Blättern schrieb er von der „jüdischen Weltverschwörung“ sowie von den Gefahren, denen das „Abendland“ durch China drohe. Auch in seinen belletristischen Werken zeigte sich seine „strikt antisemit[ische] Gesinnung“.

## Schriften
- Die Geschichtschreibung der Griechen. 1859
- Praktisches Handbuch der neu-persischen Sprache, J. Ricker, 1875, Volumes 2-3 (Digitalisierte Google-Bücher)
- Handwörterbuch der arabischen und deutschen Sprache. 1877
- Babylonierthum, Judenthum und Christenthum. 1882
- Praktisches Handbuch der osmanisch-türkischen Sprache. Volumes 1-2, 1884 (Digitalisierte Google-Bücher)
- Die christliche Schule und das Judenthum. 1885
- Praktisches Handbuch der neu-arabischen Sprachen. 1886, Erste Auflage 1861 Volume 1-3 (Digitalisierte Google-Bücher)
- Das Gesetz des Nomadenthums und die heutige Judenherrschaft. 1887
- Der Kulturkampf zwischen Asien und Europa. 1887
- Fabeln, Parabeln und andere Zeitgedichte. 1896
- Handwörterbuch der deutschen und neuarabischen Sprache. Dritte Ausgabe 1898 Band I (Teil 1) Band I (Teil 2) Band II. (Digitalisierte Google-Bücher)

### Übersetzungen
- Thukydides: Geschichte des Peloponnesischen Kriegs, 1864
- Diodors von Sizilien Geschichtsbibliothek, 1866